# Протестантський хорал
Протестантський хорал (нім. das protestantische Kirchenlied букв. — «протестантська церковна пісня»), часто скорочено хорал — 1) одноголосна церковна пісня в протестантському богослужінні, що переважно виконується лютеранами німецькою мовою; 2) багатоголоса (у типовому випадку чотириголосних) обробка (одноголосної) церковної пісні в моноритмичній фактурі. Уперше виник у Німеччині у XVI столітті, у роки реформації та селянських війн.

## Термін
У Німеччині словосполучення «протестантський хорал» часто замінюють єдиним словом «хорал», якщо з контексту ясно, що мова йде про церковну музику протестантів. У такому ж сенсі існує слово «хорал» і у музичних термінах «хоральної обробки» (нім. Choralbearbeitung) і «хоральної прелюдії» (нім. Choralvorspiel), тобто багатоголоса обробка (одноголосої) церковної пісні протестантів для органу та інших клавішних інструментів, імпровізаційного характеру, часто поліфонічного складу.
Словом «хорал» (нім. Choral, італ. Corale) німецькі композитори епохи бароко (найвідоміші хорали в кантатах і ораторіях В. С. Баха) позначали багатоголосні обробки (одноголосих) церковних пісень у моноритмічній (тобто, нота-проти-ноти) фактурі, тому таку фактуру гомофонного складу часто називають «хоральною». Гармонізація заданої мелодії в хоральній фактурі (жаргонно — «стовпи») обов'язкове завдання в професійній освіті музикантів аж до наших днів.

## Лютеранський хорал
Строфічна форма хоралу називається бар (нім. Bar). Кожна строфа складається з двох стовпів (нім. Stollen) і приспіву (нім. Abgesang).
Лютеранська церковна мелодія написана в строгому стилі як і плавний розспів католиків, тобто до її складу входять лише інтервали діатонічної гами. У цих піснеспівах виключені хроматичні півтони, рухи на збільшення та зменшення інтервали, стрибки на велику сексту, септиму та октаву. Однак в акомпанементі супровідні голоси не можуть йти на вищезазначені інтервали.
Суворий характер мелодії вимагає відповідного супроводу. Задана мелодія (лат. cantus firmus) спочатку поміщається в тенорі, а пізніше переноситься у верхній голос. Модулюється у супроводі хоралу в лади, що споріднені з головним. Гармонізація хоралу повинна мати консонуючий чи діатонічний характер. У супровідних голосах допускаються прохідні ноти, але тільки діатонічні.
Хорал пишеться чотириголосно. Під час богослужіння чотириголосний хорал виконується на органі, а прихід співає мелодію в унісон (октаву). Хорал, у якому супровід має прохідні нотами, затримки і мелодійну фігурацію з фігурою, проведеною імітаційно по всім супровідним голосам, називається «фігурованим хоралом». У такому хоралі є прелюдія, між строфами — інтермедія, а у закінченні хоральної мелодії — постлюдія в акомпанементі.

## Виноски